# ASMインターナショナル
ASMインターナショナル（ASM International N.V.、通称ASM）は、ウェハー処理用の半導体プロセス装置を開発・製造する多国籍企業。オランダ・フレヴォラント州・アルメレに本拠を置き、世界14カ国に拠点を持つ。日本法人は日本エー・エス・エム株式会社。ユーロネクスト・アムステルダム上場企業（Euronext: ASM ）。

## 沿革
1968年、起業家のArthur del Pradoにより設立され、ウェハー処理装置の販売を開始した。1975年、香港にグループ会社のASM Pacific Technologies（通称ASMPT）が設立され、ウェハー処理に加えてパッケージチップまでの半導体チップ製造の全ての段階に関与する体制が整えられた。設立初期からフィリップスの研究部門と提携を結び、1984年に同社との合弁で半導体露光装置を製造するASM Lithographyを設立した（1988年にASMLとしてスピンオフ）。1976年にアメリカ合衆国に現地法人を設立、1999年にフィンランドのトゥオモ・スントラが設立したMicrochemistryを買収し子会社化、ウェハー処理における原子層堆積技術（ALD）が強化された。最初の株式上場は1981年にNASDAQで行われたが、2015年以降はユーロネクスト・アムステルダムでの上場となっている。なおASMPTは1989年以降香港証券取引所に単独で上場しており、ASMIが株式の25％を保有している。
研究開発拠点はオランダ、ベルギー、フィンランド、アメリカ合衆国、韓国、日本にある。地域別の売上は、アジア地域が6割前後、アメリカ合衆国が4分の1前後であり、ヨーロッパ地域は1割前後となっている。

## 日本法人
ASMIの日本法人「日本エー・エス・エム株式会社」（ASM Japan K.K.）は、1982年に設立され、現在は多摩市に本社オフィスを持つほか、川崎市麻生区にテクノロジーセンターを持つ。かつては長岡に工場を持っていたが、2021年に長岡工場は閉鎖され、日本で開発された枚葉式プラズマCVD装置の名器 Eagle10 含めレガシーツールの保守・サービス業務については株式会社アプトシステムズに委託されており、現在もアプトシステムズがEagle10の新規導入・SiC搬送対応・改造・調整・保守を継続サポートしている。